# 泰坦电鳐属
泰坦电鳐属（学名：Titanonarke）是一类已灭绝的软骨鱼，属于电鳐目。该属化石发现于意大利著名的蒙特波卡化石库（Monte Bolca Lagerstätte）早始新世（约5000-4900万年前）地层。

## 描述
泰坦电鳐属非常类似于现生单鳍电鳐科鱼类，但体型要大得多：成年个体的长度可以达到一米。与单鳍电鳐科的其他物种相比，泰坦电鳐属的椎骨数量也很多（在133个至155个之间）。这种动物的其他特征是胸鳍和脊椎骨之间的大空腔（内有大型发电器官），直接连接在身体前部的风扇形炭性软骨，皮肤上缺少凹痕，细长的尾柄（尾柄基托呈槽圆形），尾部较小。
对多个完整个体的特殊保护措施使得研究者可以详细地重建泰坦电鳐属的生活。该属的不同标本已被发现具有不同的个体发育阶段，并保留有寄生在其上的等足目动物。其中一个标本含有一个胚胎化石，表明泰坦电鳐属是胎生的。泰坦电鳐属似乎更喜欢与珊瑚礁相关的浅水栖息地，与现代近亲没有什么不同。胃内容物显示泰坦电鳐属的食物中包括一类已灭绝的大型底栖有孔虫蜂巢虫属。

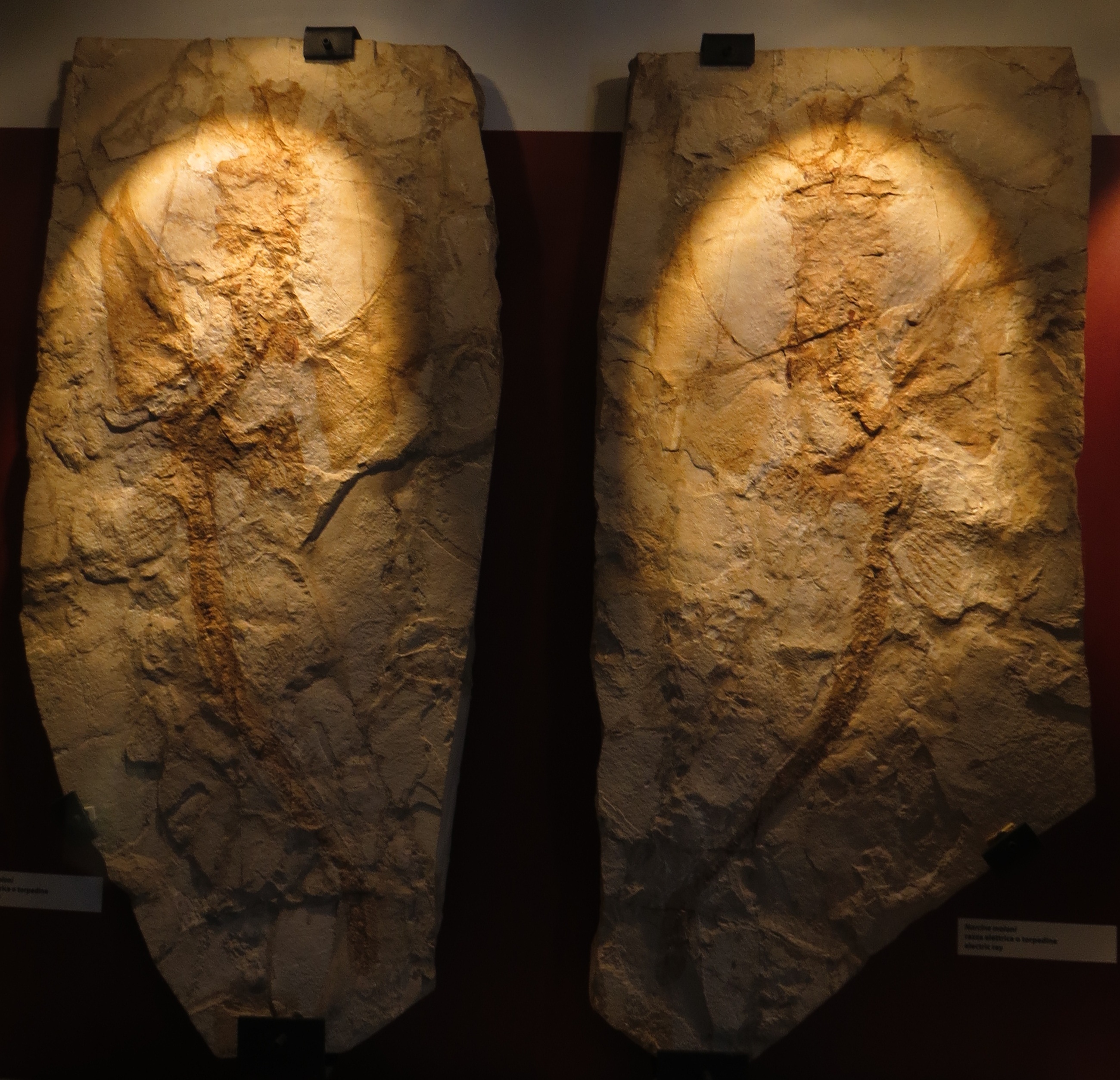
莫利泰坦电鳐（Titanonarke molini）化石的镜像印模和原型的对比

## 分类
泰坦电鳐属被认为是单鳍电鳐科的成员，这是一类电鳐目，目前在印度-太平洋和大西洋有许多物种分布。泰坦电鳐属化石在维罗纳省著名的蒙特波卡化石库的早始新世地层中被发现。最初，奥托·耶克尔（Otto Jaekel）在1893年将属于该属的化石描述为莫利单鳍电鳐（Narcine molini）。直到2010年，这些化石和其他后来发现的相关化石才被归类于一个新的电鳐类的属——泰坦电鳐属，其被归于单鳍电鳐科。Marramé等人在2018年进行的一项研究表明，泰坦电鳐属实际上是单鳍电鳐科的古老成员。除了模式种莫利泰坦电鳐（Titanonarke molini）外，2018年的研究还确认了另一个物种大鳍泰坦电鳐（ T. megapterygia），其特征是胸鳍非常发达。
本属包括以下物种：
- 大鳍泰坦电鳐 Titanonarke megapterygia Marramà, Claeson, Carnevale & Kriwet, 2017
- 莫利泰坦电鳐 Titanonarke molini Jaekel, 1894